# Adelsried
Adelsried település Németországban, azon belül Bajorországban. Lakosainak száma 2610 fő (2023. december 31.).

## Népesség
A település népessége az elmúlt időszakban az alábbi módon változott:
| Lakosok száma | 533  | 1017 | 1503 | 1816 | 2233 | 2276 | 2260 | 2306 | 2455 | 2610 |
|               | 1875 | 1950 | 1975 | 1987 | 2012 | 2014 | 2016 | 2017 | 2021 | 2023 |